# Años 1480
Los años 1480 o década del 1480 empezó el 1 de enero de 1480 y terminó el 31 de diciembre de 1489.

## Acontecimientos
- 1480 - Cortes de Barcelona (1480)
- 1482 - Comienzo de la Guerra de Granada
- 1483 - Final de la Conquista de Gran Canaria
- 1483: Reconquista definitiva de la villa de Zahara de la Sierra por Don Rodrigo Ponce de León.
- 1483: Gran Canaria es sometida a la corona de Castilla.
- 1484 - Inocencio VIII sucede a Sixto IV como papa.